# Ван Сяотун (фигуристка)
Ван Сяоту́н (кит. упр. 王晓彤, пиньинь Wáng Xiǎotóng; род. 21 июня 1998, Харбин) — китайская фигуристка, выступающая в танцах на льду. В паре с Чжао Кайгэ становилась участницей Гран-при Китая (2017) и Универсиады (2017).

## Карьера
Родилась 21 июня 1998 года в арбине. Начала заниматься фигурным катанием в возрасте семи лет. Вне ледовой площадки увлекается пением и рисованием.
В 2012 году образовала танцевальную пару с Чжао Кайгэ, который прежде катался с Ли Сибэй. На первом совместном чемпионате Китая Ван и Чжао стали девятыми в итоговом протоколе, среди четырнадцати дуэтов, выходивших на старт. На чемпионате сезона 2013/2014 они повторили результат, опередив финишировавших вслед, Ли Сибэй и её партнёра Сян Гуанъяо на 0,79 балла.
Лучшего результата на национальных чемпионатах достигли в сезоне 2016/2017, когда расположились на четвёртом месте. В борьбе за бронзовые награды они уступили дуэту Го Юйчжу и Чжао Пэнкуня. После чего были выбраны Ассоциацией фигурного катания Китая для участия в Универсиаде, на которой по сумме двух прокатов оказались на предпоследней тринадцатой строчке.
В новом сезоне впервые выступили в рамках серии Гран-при, представив постановки на этапе в Пекине. На льду Столичного дворца спорта в коротком танце катались под ритмы румбы и самбы, а музыкальным сопровождением произвольного танца стали «Lo Ci Sarò» в исполнении Андреа Бочелли и ан Лана, а также «Adiós Nonino» Астора Пьяццоллы. По итогам турнира заняли последнее десятое место.

## Программы
| Сезон   | Короткий танец  | Произвольный танец                                                      |
| ------- | --------------- | ----------------------------------------------------------------------- |
| 2017–18 | - Румба - Самба | - «Lo Ci Sarò» Андреа Бочелли, Лан Лан - «Adiós Nonino» Астор Пьяццолла |

## Результаты
| Результаты выступлений в паре с Чжао Кайгэ |       |       |       |       |       |       |
| Соревнования                               | 12/13 | 13/14 | 14/15 | 15/16 | 16/17 | 17/18 |
| Международные                              |       |       |       |       |       |       |
| Гран-при. Cup of China                     |       |       |       |       |       | 10    |
| Универсиада                                |       |       |       |       | 13    |       |
| Национальные                               |       |       |       |       |       |       |
| Чемпионат Китая                            | 9     | 9     | 12    | 11    | 4     | 5     |